# Piąty pułk (Hiszpania)
Piąty pułk – jednostka wojskowa z okresu hiszpańskiej wojny domowej powstała z inicjatywy komunistów, jako kontrsynonim piątej kolumny.
Utworzenie Piątego Pułku było odpowiedzią na słowa frankistowskiego gen. Emilio Moli o piątej kolumnie działającej na zapleczu republiki. Cztery kolumny miały być gotowe do szturmu a piątą mieli tworzyć ukryci zwolennicy gen. Franco. Jednostka powstała z inicjatywy partii komunistycznej i była raczej ośrodkiem mobilizacyjnym i szkoleniowym, niż pułkiem. Piąty pułk rozwijał działalność nie tylko militarną ale także szkoleniową, wychowawczą, społeczną a nawet  kulturalną. W jednostce służył m.in. Enrique Líster Forján, późniejszy dowódca V Korpusu Armijnego, a spadkobierczynią pułku została Armia Ebro.
Pierwszym dowódcą został Enrique Castro Delgado. Piąty pułk brał udział w bitwach pod Somosierrą, Guadarramą, Talaverą i Alkazarem. Był też jedną z ważnych jednostek wojskowych biorących udział w obronie Madrytu.

## Dowództwo pułku
Dowódcy:
- Enrique Castro Delgado
- Enrique Líster Forján[1]

Komisarz polityczny:
- Vittorio Vidal[1]

## Struktura organizacyjna
Jednostka, tylko z nazwy była pułkiem. W ciągu 6 miesięcy jej istnienia przez jej szeregi przewinęło się około 70000 żołnierzy. 